# Erdabkochung
Erdabkochung (engl. soil extract) ist ein wichtiger Bestandteil zahlreicher Nährmedien für die Vermehrung von Algen, die Erdabkochung kann dabei sowohl als Hauptquelle für Nährstoffe Verwendung finden als auch als Zusatz neben anderen Komponenten. Eine etablierte Variante der Kultur mit Nährmedien, die Erdabkochung enthalten, ist die Erd-Wasser-Kultur (engl. biphasic soil–water medium), in der Erde als einzige Quelle wesentlicher Nährstoffe eingesetzt wird.

## Funktion
Der genaue Mechanismus erscheint ungeklärt, aber es herrscht Konsens, dass in Erdabkochung kolloidal vorliegende Huminstoffe als Wirkstoff die Bioverfügbarkeit anorganischer Komponenten, wie zum Beispiel Eisen, Phosphor oder Calcium, beeinflussen. Erdabkochung erhöht die Selektivität des Mediums, da diese Regulierung nur bei einigen Spezies wachstumsfördernd, bei anderen aber wachstumshemmend wirkt.

## Zusammensetzung
Die Rezepturen für die Herstellung einer Erdabkochung unterscheiden sich oft geringfügig, wobei feste, also mit Agar gelierte, Medien einen deutlich höheren Anteil Erdextrakt aufweisen:
- 100 g ungedüngte und ungekalkte Gartenerde werden mit 200 g Wasser versetzt, über Nacht stehen gelassen, 30 Min. aufgekocht und nach dem Abkühlen und Absetzen filtriert. Anwendung: Lösung 5 % in Wasser[4].
- 100 g ungedüngte und ungekalkte Gartenerde werden mit 100 g Wasser versetzt, 1 h aufgekocht und nach dem Abkühlen und Absetzen (bis zu drei Tage) filtriert und sterilisiert. Anwendung: Lösung 2 % (bis 5 %) in Wasser[5].
- 400 g luftgetrocknete und gesiebte Gartenerde werden mit 960 ml Leitungswasser für 1 h bei 121 °C erhitzt. Nach dem Abkühlen und Absetzen wird filtriert. Anwendung: mit 15,0 g/l Agar geliert[6]

## Medien
Ein Beispiel für ein Algenmedium, das von der Algensammlung der University of Texas u. a. für Chloromonas sp., Chlamydomonas sp. und andere Chlorophyceae verwendet wird, ist das Soil-Extract-Medium:
- 960 ml Bristol Medium
- 40 ml Erdabkochung